# Constance Stokes
Vous lisez un « bon article » labellisé en 2024.
Pour les articles homonymes, voir Stokes.
Constance Parkin Stokes, née le 20 ou le 22 février 1906 dans le hameau de Miram, près de Nhill dans l'ouest de l'État de Victoria, et morte le 14 juillet 1991 à Melbourne, est une peintre australienne moderniste. Elle suit une formation à l'école d'art de la National Gallery of Victoria jusqu'en 1929 et obtient une bourse pour poursuivre ses études à la Royal Academy of Arts de Londres. Bien que Constance Stokes ait peint peu d'œuvres dans les années 1930, ses peintures et ses dessins sont exposés à partir des années 1940. En 1953, à la demande du Premier ministre Robert Menzies et du Conseil des arts de Grande-Bretagne, est organisée une exposition des œuvres de douze artistes australiens, dont fait partie Constance Stokes.
Influencée par George Bell, Constance Stokes fait partie du Melbourne Contemporary Artists, un groupe créé par Bell en 1940. Ses œuvres continuent à être bien considérées pendant de nombreuses années après la formation du groupe, contrairement à celles de nombre de ses collègues modernistes de l'État de Victoria, avec des appréciations favorables de la part de critiques tels que Sir Philip Hendy au Royaume-Uni et Bernard William Smith en Australie.
Le décès prématuré de son mari en 1962 contraint Constance Stokes à reprendre sa carrière de peintre, ce qui donne lieu à une exposition individuelle en 1964, sa première en trente ans. Elle continue à peindre et à exposer tout au long des années 1970 et 1980, et fait l'objet d'une rétrospective qui fait le tour des galeries régionales de l'État de Victoria, notamment la Swan Hill Regional Art Gallery et la Geelong Art Gallery en 1985. Elle meurt en 1991 et reste moins célèbre que d'autres femmes artistes, telles que les peintres Grace Cossington Smith et Clarice Beckett, mais sa notoriété reprend un peu de vigueur en tant que personnalité centrale dans le livre d'Anne Summers, The Lost Mother, publié en 2009. Ses œuvres sont présentes dans la plupart des grands musées australiens, notamment la Galerie nationale d'Australie et la National Gallery of Victoria, mais pas la Galerie d'art de Nouvelle-Galles du Sud.

## Biographie

### Petite enfance, formation et mariage

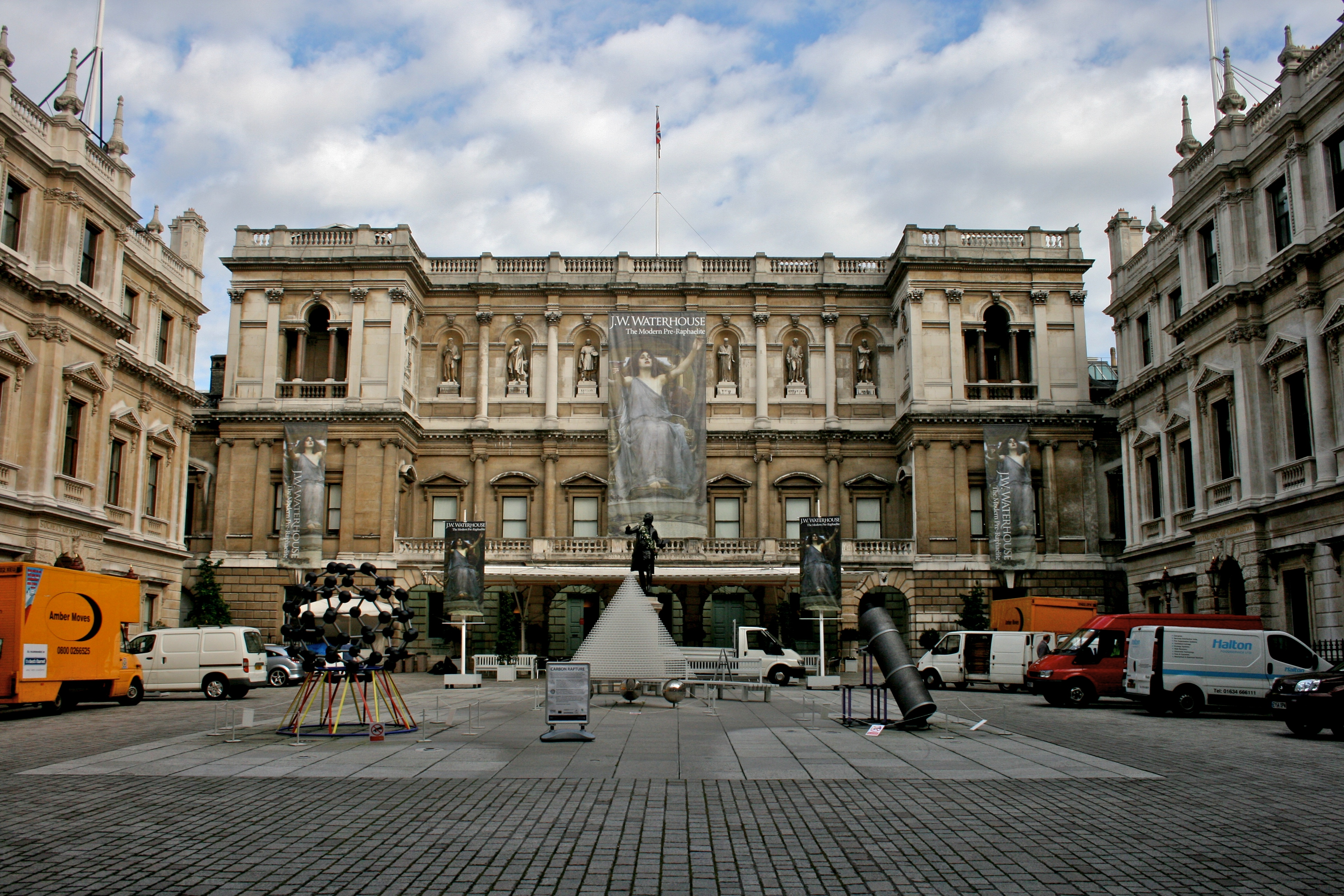
The Royal Academy à Burlington House, où Constance Stokes a étudié dans les années 1930, et où ses œuvres ont été exposées en 1953.

Constance Parkin naît le 20, ou 22 février 1906, dans le hameau de Miram, près de Nhill dans l'ouest de l'État de Victoria. Elle est le cinquième enfant de James Henry Parkin, agriculteur né en Australie du Sud, et de son épouse Mary Jane Martin, native de l'État de Victoria. La famille s'installe à Melbourne en 1920, où elle termine sa scolarité au couvent de Genazzano, dans la banlieue de Kew. Petite, Constance mesure un peu moins d'un mètre cinquante et a les cheveux foncés. Elle est formée entre 1925 et 1929 à la National Gallery of Victoria Art School à Melbourne. Pendant l'été 1925-1926, ce musée organise un concours pour ses étudiants, qui doivent peindre des « sujets de vacances » ; Constance remporte le prix pour un paysage. Le concours est jugé par l'artiste George Bell, qui aura à l'avenir une influence constante sur la carrière artistique de cette peintre,.
En 1930, Constance Stokes fait partie des artistes qui exposent dans une galerie de Melbourne, l'Athenaeum. Son tableau, Portrait de Mme W. Mortill, est l'un des deux seuls à recevoir les éloges d'un membre éminent de la Heidelberg School, le peintre impressionniste Arthur Streeton. Ce dernier décrit l'œuvre comme une « attraction rare », « liquide et lumineuse ». À la fin de ses études, Constance Stokes remporte la prestigieuse bourse d'études National Gallery Travelling Scholarship de la National Gallery of Victoria Art School, qui lui permet de poursuivre sa formation à la Royal Academy of Arts de Londres,. En plus de ses cours à la Royal Academy, elle étudie auprès du peintre et sculpteur cubiste français André Lhote à Paris en 1932. L'année suivante, elle retourne en Australie, où elle épouse l'homme d'affaires Eric Stokes. La famille s'installe à Collins Street, à Melbourne, et Constance Stokes a trois enfants entre 1937 et 1942. Plus tard, Constance Stokes a un atelier dans la maison familiale à Toorak, une maison d'architecture moderne conçue par Edward Billson.

### Carrière artistique

#### Début de carrière: 1934 à 1952
Constance Stokes revient d'une lune de miel européenne en 1934, mais elle produit peu d'œuvres dans les années qui suivent. Bien que l'appartement de Collins Street soit devenu un atelier à plein temps pour elle, on ne connaît que deux peintures et deux esquisses de cette période. La plus remarquable est Le Village (en 1935 ou 1936), influencée, selon le propre témoignage de l'artiste, par le postimpressionniste et portraitiste Augustus John. Cette œuvre est accrochée dans l'exposition inaugurale de la Contemporary Art Society, qui se tient à la National Gallery of Victoria. Elle fait également partie d'une exposition itinérante présentée au Metropolitan Museum of Art de New York en 1941 et plus tard au Canada. En 1946, Constance Stokes expose cette œuvre à la National Gallery of Victoria.
Au milieu du XXe siècle, la scène artistique de Melbourne connaît des divisions, qui se mêlent à la politique culturelle complexe de l'époque de la guerre froide. À la fin des années 1940, on assiste à un mouvement contre le modernisme dans l'art, et le tonalisme prend le dessus. En partie en réaction à cette évolution, l'artiste George Bell crée en 1940 un groupe d'exposition appelé les Melbourne Contemporary Artists. Bell est un ancien artiste de guerre et un membre influent de l'establishment artistique de l'État de Victoria. Après la Seconde Guerre mondiale, il est recruté pour enseigner à l'école de peinture de la National Gallery of Victoria. Influencée par Bell, et le modernisme, Constance Stokes fait partie des artistes qui exposent avec les Melbourne Contemporary Artists. Parmi les autres membres du groupe figurent Russell Drysdale et Sali Herman.
En 1945, lorsque les Melbourne Contemporary Artists organisent une de leurs expositions, le critique d'art Alan McLeod McCulloch constate que les œuvres manquent de plus en plus d'originalité et que seuls quelques membres maintiennent le niveau antérieur du groupe. L'un d'entre eux est Constance Stokes, dont il loue l'œuvre La Famille, comme étant « de conception solide et au rendu sensible ». L'année suivante, cependant, McCulloch se montre plus optimiste, décrivant l'exposition comme leur meilleure à ce jour, tout en complimentant à nouveau Constance Stokes sur ses « tableaux riches et opulents ». Six ans plus tard, lorsque le groupe expose en 1952, le critique de l'Argus de Melbourne est aussi peu impressionné que l'avait été McCulloch en 1945. Suggérant que l'exposition démontre que la scène artistique de Melbourne manque d'innovation, il retient néanmoins un petit nombre d'œuvres pour en faire l'éloge. L'une d'entre elles est le Christ avec Simon et Andrew de Constance Stokes, qui, selon lui, montre « la richesse et le sentiment ».
Alors que Constance Stokes est encensée chez elle à Melbourne, l'un de ses portraits fait partie des six tableaux appartenant à la National Gallery of Victoria qui sont prêtés pour une exposition à l'autre bout du pays, à Perth. Le journal de la ville, The West Australian, choisit le portrait de Constance Stokes pour illustrer son reportage sur l'exposition et décrit l'œuvre, qu’il appelle Girl Drying Her Hair, comme « remarquable pour son traitement patient, l'utilisation de couleurs vives et l'orchestration habile des figures et de l'arrière-plan. ». La National Gallery of Victoria désigne l'œuvre sous le nom de Woman Drying Her Hair, ; elle l'avait acquise en 1947 à la demande du conservateur et artiste Daryl Lindsay.

#### Suite de sa carrière: 1953 à 1989
En 1953, à la demande du Premier ministre Robert Menzies et du Conseil des arts de Grande-Bretagne, est organisée une exposition des œuvres de douze artistes australiens. Elle se tient à Londres, dans cinq autres villes britanniques et à la Biennale de Venise. Sur les douze artistes retenus, seuls deux sont originaires de Victoria, les autres provenant de Nouvelle-Galles du Sud. Constance Stokes fait partie des artistes de Victoria sélectionnés,. Ses trois œuvres, dont Woman Drying Her Hair, sont accrochées aux côtés de celles des plus grands artistes australiens du milieu du XXe siècle, dont Arthur Boyd, Russell Drysdale, William Dobell, Sidney Nolan, Lloyd Rees, Donald Friend et Frank Hinder. Malgré la présence de ces peintres éminents dans la sélection, c'est finalement la toile Girl in Red Tights de Constance Stokes qui attire l'attention et est saluée par la critique, lorsque l'exposition est présentée à Londres. Admirée par le directeur de la National Gallery Sir Philip Hendy, cette œuvre est proclamée par le critique d'art du Times comme « le meilleur tableau de Londres cette semaine-là ».
Une réunion de la Royal Art Society of New South Wales décide d'envoyer un télégramme urgent au Premier ministre, Robert Menzies, lui demandant d'ordonner au Commonwealth Arts Advisory Board de réorganiser l'exposition, car les intervenants estiment que les peintures sont « les pires jamais réunies en un même lieu ». Toutefois, le représentant de la Galerie nationale d'Australie qui annonce l'exposition estime que celle-ci représente la promotion la plus importante que l'art australien ait connue jusqu'alors. L'année suivante, l'historien de l'art Joseph Burke, professeur à l'université de Melbourne, fait l'éloge de la peinture de Constance Stokes, en faisant particulièrement référence à son œuvre qui avait tant séduit les spectateurs lors de l'exposition de 1953. « Constance Stokes », écrit-il, est une peintre qui « annonce la poursuite de l'idéal classique comme [son] but. Sa Girl in Red Tights, avec sa richesse de couleurs vénitiennes, soutient habilement l'harmonie monumentale de la tradition classique ».
Les sujets religieux apparaissent régulièrement dans les peintures de Constance Stokes ; l'une de ces œuvres, The Baptism, se trouve dans la collection de la National Gallery of Victoria. Malgré l'attention récurrente qu'elle porte à ces sujets, l'artiste n'a cependant participé qu'une seule fois au Blake Prize, en 1953. Esmond George, critique au journal The Mail d'Adélaïde, estime que l'œuvre (non identifiée) présente « un grand intérêt artistique ». L'intérêt de Constance Stokes pour le prix n'est pas assez fort pour l'inciter à participer à nouveau. Elle déclare lors d'un entretien que « la peinture abstraite a pris le dessus ».
Eric Stokes meurt subitement en 1962, une expérience qui laisse Constance dans le deuil ; un ami de longue date dit qu'elle ne s'en est jamais vraiment remise. Elle est également lourdement endettée, ce qui la pousse à se remettre à la peinture. Deux ans plus tard, elle monte sa première exposition personnelle en plus de trente ans. Elle présente 43 œuvres, dont 27 peintures à un prix très élevé, à plus de 150 guinées,. L'exposition est un succès tant sur le plan financier que sur le plan de la critique : Constance Stokes gagne plus de 4 000 guinées et s'attire les éloges de l'historien et critique d'art Bernard William Smith. Tout au long des années 1960, 1970 et 1980, elle peint et organise des expositions ; cette dernière phase de son travail reflète l'influence de l'artiste Henri Matisse, qu’elle admire,. Ses sujets changent également, passant de natures mortes « classiques », de groupes de personnages et de nus, à des thèmes plus décoratifs. Les œuvres de Constance Stokes continuent à être bien accueillies, ayant été incluses dans l'exposition des femmes artistes australiennes de 1975 à l'université de Melbourne, et dans l'exposition itinérante de 1977 de la Regional Galleries Association of Victoria intitulée The heroic years of Australian painting, 1940-1965. Le dernier tableau de Constance Stokes est Alice Tumbling Down the Rabbit Hole, peint vers 1989 ; elle meurt en 1991 à Melbourne.

## Réception post-mortem et héritage
L'ouvrage de référence McCulloch's Encyclopedia of Australian Art décrit Constance Stokes comme « une figure de proue du mouvement moderniste à Victoria ». Cependant, tous les critiques ne considèrent pas le travail de cette artiste aussi favorablement. L'historien de l'art Christopher Heathcote admet la reconnaissance du travail de Constance Stokes par ses contemporains, mais poursuit en disant que « le soutien important du personnel [de l'université de Melbourne] pour quelques praticiens de moindre importance, comme Constance Stokes […] n'a guère contribué à faire connaître les meilleurs artistes locaux ». Bien qu'elle figure dans le guide de McCulloch, peu d'autres critiques d'art australiens reconnaissent Constance Stokes. Les exceptions, selon l'écrivaine féministe Anne Summers, comprennent Masterpieces of the National Gallery of Victoria d'Ursula Hoff et Australian Women Artists. One Hundred Years 1840-1940 de Janine Burke, qui font tous deux référence au très célèbre tableau Woman Drying Her Hair. Bien que que des artistes universitaires et des historiens de l'art tels que Bernard William Smith et le Britannique Joseph Burke aient fait l'éloge du travail de Constance Stokes de son vivant, elle est tombée dans un relatif anonymat après son décès. Il existe cependant un marché secondaire important pour la revente de ses œuvres.
Constance Stokes a retrouvé une certaine notoriété grâce à un livre d'Anne Summers publié en 2009, intitulé The Lost Mother, dans lequel l’artiste et ses peintures sont au centre d'un récit sur la propre famille de Summers. Summers oppose l'anonymat permanent de Constance Stokes à la résurrection spectaculaire de l'œuvre des artistes Grace Cossington Smith et Clarice Beckett, toutes deux mises en lumière par des conservateurs de galerie très réputés. Elle considère qu'un certain nombre de facteurs ont déterminé le destin de Constance Stokes, notamment son association avec George Bell, dont la destruction de nombre de ses premiers tableaux, la propension à continuer à retravailler ses anciennes œuvres et le conservatisme artistique, ont tous limité la réputation ultérieure,,. Summers souligne également l'absence d'un soutien très en vue de l'œuvre de Constance Stokes, et son identité melbournienne à une époque où « Sydney était le lieu des idées et de l'expérimentation et celui des réputations ». L'historienne Helen Topliss adopte un point de vue légèrement différent, en soulignant que Constance Stokes a mis sa carrière de côté pour se consacrer à ses enfants,.
Une exposition rétrospective des peintures de Constance Stokes a fait le tour des musées régionaux de l'État de Victoria, dont la Swan Hill Regional Art Gallery et la Geelong Art Gallery en 1985. L'année suivante, une exposition de son travail a fait le tour de plusieurs musées d'État et de la S. H. Ervin Gallery à Sydney. En 1992, ses œuvres ont été présentées dans le cadre de l'exposition Classical Modernism: The George Bell Circle du musée national du Victoria, tandis qu'en 1993 le même musée a organisé une exposition de ses peintures et dessins,.
La plupart des grandes collections australiennes contiennent des œuvres de Constance Stokes : Le Village est l'une des treize œuvres de la collection du musée national de Victoria. Étroitement associée à l'État de Victoria, et en particulier au milieu culturel de Melbourne, Constance Stokes est bien représentée dans les galeries de cet État, notamment la Ballarat Fine Art Gallery, la Benalla Art Gallery, la Geelong Art Gallery, la Mornington Peninsula Regional Gallery et la Swan Hill Regional Art Gallery. Parmi les autres galeries publiques détenant des œuvres de Constance Stokes, on trouve la National Gallery of Australia, l'Art Gallery of South Australia, le Musée et galerie d'art du Territoire du Nord et la Galerie d'Art du Queensland. La Galerie d'art de Nouvelle-Galles du Sud est la seule parmi les grandes institutions australiennes à ne détenir aucune de ses peintures ou dessins,,.